# Adagnesia opaca
Adagnesia opaca är en sjöpungsart som beskrevs av Kott 1963. Adagnesia opaca ingår i släktet Adagnesia och familjen Agneziidae. Inga underarter finns listade i Catalogue of Life.